# Kęstutis Šapka
Kęstutis Šapka (Vilnius, 15 novembre 1949) è un ex altista sovietico.

## Palmarès

### Europei
- 2 medaglie:
  - 1 oro (Helsinki 1971)
  - 1 argento (Roma 1974)

### Europei indoor
- 2 medaglie:
  - 1 oro (Göteborg 1974)
  - 1 argento (Grenoble 1972)